# Pjotr Kapitsa

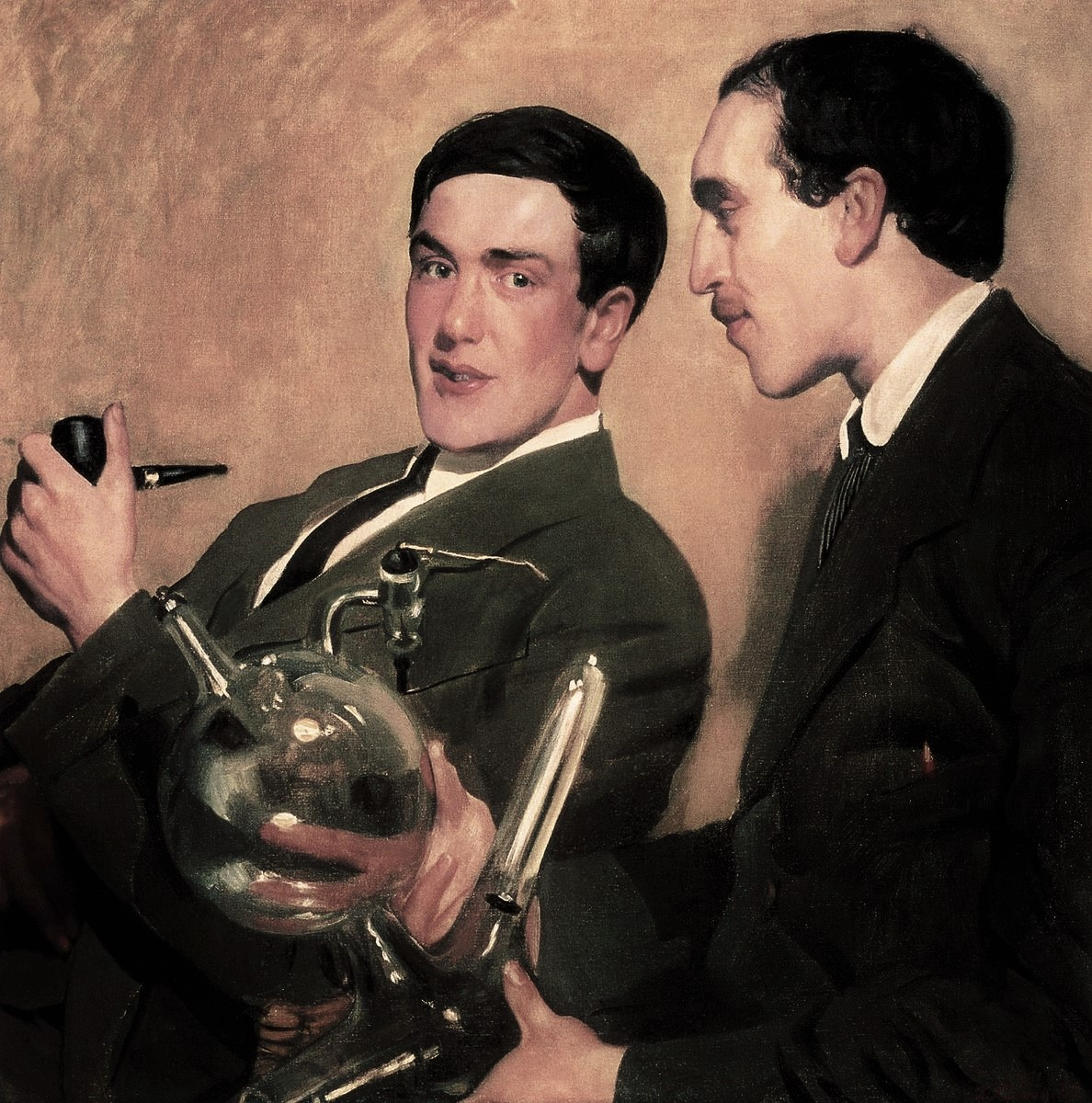
Pjotr Kapitsa (till vänster) och Nikolaj Semjonov. Målning av Boris Kustodijev 1921.

Pjotr Leonidovitj Kapitsa (ryska: Пётр Леонидович Капица), född 9 juli 1894 i Kronstadt, död 8 april 1984 i Moskva, var en sovjetisk fysiker och nobelpristagare.

## Biografi
Kapitsa var son till en militäringenjör som byggde befästningar. Hans studier avbröts av första världskriget där han tjänstgjorde som ambulansförare vid den polska fronten under två år. Han utexaminerades från Tekniska högskolan i Petrograd 1918 och studerade därefter i Storbritannien.
Kapitsa arbetade sedan i över tio år med Ernest Rutherford i Cavendishlaboratoriet vid universitetet i Cambridge, och grundade den inflytelserika Kapitsaklubben. Han blev medlem av Royal Society 1929 och var (1930-1934) den förste direktören för Mond Laboratory i Cambridge.
På 1920-talet började han utveckla teknik för att skapa ultrastarka magnetfält och 1928 upptäckte han resistivitetens linjära beroende av magnetfältet för olika metaller i mycket starka magnetfält.
På 1930-talet började han forska om låga temperaturer, med en kritisk analys av de befintliga metoderna för att uppnå dessa. År 1934 utvecklade han en ny apparat (baserad på den adiabatiska principen) för att kunna framställa flytande helium i större mängd.
Kapitsa återvände till Ryssland och började arbeta med en serie experiment för att studera flytande helium, som 1937 ledde till upptäckten av suprafluiditet (inte att förväxla med supraledning).
År 1939 utvecklade han en ny metod för kondensering av luft med en lågtryckscykel med hjälp av en speciell högeffektiv expansionsturbin. Till följd av detta utsågs han under andra världskriget till chef för avdelningen för syrgasindustri knuten till Sovjetunionens ministerråd, där han utvecklade sin lågtrycksexpansionsteknik för industriella ändamål. Han uppfann högeffektmikrovågsgeneratorn (1950-1955).
Omedelbart efter kriget övertygade en grupp framstående sovjetiska forskare (inklusive Kapitsa) regeringen att skapa ett nytt tekniskt universitet, Moskvainstitutet för fysik och teknik. Kapitsa undervisade där i många år. Från 1957 var han också medlem av presidiet i Sovjetunionens vetenskapsakademi. Vid sin död 1984 var han den enda presidiemedlemmen som inte var medlem i kommunistpartiet. I ett öppet brev till Brezjnev inför den 23:e partikongressen 1966 varnade han tillsammans med bl.a. Sacharov för en rehabilitering av Stalin, efter rättegångarna mot Andrej Sinjavskij och Julij Daniel.
Kapitsa mottog halva Nobelpriset i fysik 1978 för sina "grundläggande uppfinningar och upptäckter inom lågtemperaturfysiken". Den andra halvan delades av Arno Penzias och Robert Woodrow Wilson.
Kapitsa invaldes 1966 som utländsk ledamot av Kungliga Vetenskapsakademien.

## Utmärkelser
- Asteroiden 3437 Kapitsa[15]

- Statliga Stalinpriset, 1:a graden,  1941
- Faraday-medaljen,  1942
- Statliga Stalinpriset, 1:a graden,  1943
- Leninorden,  30 april 1943
- Hedersdoktor vid Toulouse universitet,  1944[16]
- Franklinmedaljen,  1944
- Leninorden,  9 juli 1944
- Hedersdoktor vid Sorbonne,  1945[17]
- Socialistiska arbetets hjälte,  30 april 1945
- Leninorden,  30 april 1945
- Arbetets Röda Fanas orden,  27 mars 1954
- Cothenius-medaljen,  1959
- Lomonosov-guldmedaljen,  1959[18]
- Partisanstjärnans orden,  1964
- Leninorden,  9 juli 1964
- Niels Bohr-medaljen,  1965
- Rutherford-medaljen,  1966[19]
- Kamerlingh Onnes-priset,  1968
- Leninorden,  20 juli 1971
- Simon Memorial Prize,  1973
- Leninorden,  8 juli 1974
- Socialistiska arbetets hjälte,  8 juli 1974
- Nobelpriset i fysik, med  Arno Penzias och Robert Woodrow Wilson,  1978[20][21]
- Helmholtz-medaljen,  1981
- Jubileumsmedalj ”För firandet av 100-årsdagen av Vladimir Lenins födelse”
- Medalj till minne av Moskvas 800-årsjubileum
- Medalj ”För tappert arbete under det Stora Fäderneslandkriget 1941-1945”
- ”Veteran av arbetet”-medaljen
- För försvaret av Moskva

[Redigera Wikidata]